# Constel·lació de la Girafa
La Girafa (Camelopardalis) és una extensa però feble constel·lació de l'hemisferi nord, enregistrada per primera vegada pel matemàtic i astrònom alemany Jakob Bartsch el 1624, encara que probablement havia estat descoberta prèviament per l'astrònom holandès Petrus Plancius.
Les set estrelles principals de la constel·lació són de cinquena magnitud. L'estrella més brillant és Beta Cam.

## Etimologia
La paraula camelopardalis prové del llatí, i és la romanització del grec "καμηλοπάρδαλις" que significa "girafa", de "κάμηλος" (kamēlos ), " camell " + "πάρδαλις" (pardalis), "amb taques", perquè té el coll llarg com un camell amb taques.

## Característiques

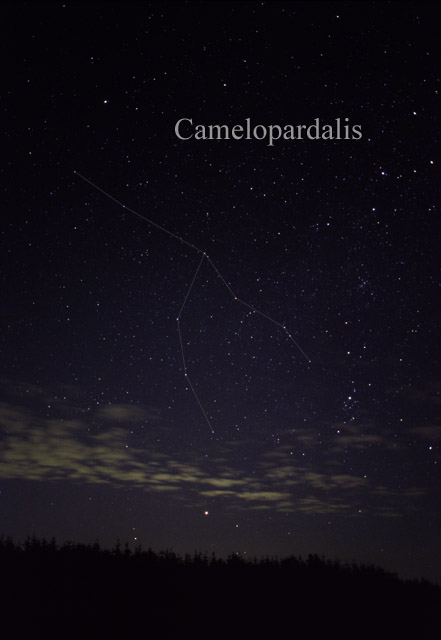
La constel·lació Camelopardalis tal com es pot veure a simple vista.

### Estrelles
Tot i que la constel·lació de la Girafa és la 18a constel·lació més gran, no és una constel·lació especialment brillant, ja que les estrelles més brillants només són de quarta magnitud. De fet, només conté quatre estrelles més brillants que la magnitud 5,0.
- α Cam és una estrella supergegant de color blau de magnitud 4,3, a més de 6.000 anys llum de la Terra. És una de les estrelles més llunyanes fàcilment visibles a ull nu.[10]
- β Cam és l'estrella més brillant de Camelopardalis amb una magnitud aparent de 4,03. Aquesta estrella és una estrella doble, amb components de magnituds 4,0[11] i 8,6. El principal és una supergegant de color groc a 1000 anys llum de la Terra.[10]
- 11 Cam és una estrella de magnitud 5,2, a 650 anys llum de la Terra. Apareix sense un augment intens molt proper a la magnitud 6,1 12 Cam, aproximadament a la mateixa distància de nosaltres, però les dues no són una autèntica estrella doble; tenen una separació considerable.[10]
- Σ 1694 (Struve 1694, 32 Cam) és una estrella binària a 300 anys llum de la Terra. Tots dos components tenen una tonalitat blau-blanca; el primari és de magnitud 5,4 i el secundari és de magnitud 5,9.[10]
- CS Cam és la segona estrella més brillant, tot i que no té la designació de Bayer ni de Flamsteed. Té una magnitud de 4,21 i és lleugerament variable.[11]
- La Z Cam (que varia des de la visibilitat d'un telescopi amateur fins a una extremadament feble) s'observa amb freqüència com a part d'un programa d'AAVSO.[12] És el prototip d'estrelles variables Z d'aquesta constel·lació.

Altres estrelles variables són U Camelopardalis, VZ Camelopardalis i les variables Mira T Camelopardalis, X Camelopardalis i R Camelopardalis. RU Camelopardalis és una de les cefeides de tipus II més brillants visibles al cel nocturn.
L'any 2011 es va descobrir una supernova a la constel·lació.

### Cel profund

La constel·lació de la Girafa.

Aquesta constel·lació es troba a la part de l'esfera celeste que mira lluny del pla galàctic. En conseqüència, moltes galàxies llunyanes són visibles dins dels seus límits.
- NGC 2403 és una galàxia del grup de galàxies M81, situada aproximadament a 12 milions d'anys llum de la Terra[14][10] amb un desplaçament de 0,00043. Es classifica entre una galàxia el·líptica i una espiral perquè té els braços febles i una gran protuberància central. NGC 2403 va ser descobert per primera vegada per l'astrònom del segle XVIII William Herschel, que treballava a Anglaterra en aquell moment.[14] Té una magnitud integrada de 8,0 i fa aproximadament 0,25° de llarg.[10]
- NGC 1502 és un cúmul obert de magnitud 6,9 a uns 3.000 anys llum de la Terra. Té uns 45 membres brillants i també compta amb una estrella doble de magnitud 7,0 al centre.[15] NGC 1502 també s'associa amb la Cascada de Kemble, un asterisme senzill però bonic que apareix al cel com una cadena d'estrelles de 2,5° de llarg que és paral·lela a la Via Làctia i apunta cap a Cassiopea.[16][10] NGC 1501 és una nebulosa planetària[17] situada aproximadament 1,4° al sud de NGC 1502.
- Stock 23 és un cúmul estel·lar obert a la part sud de la frontera entre Camelopardalis i Cassiopeia. També es coneix com a Cúmul de Pazmino.[18] Es podria classificar com un asterisme a causa del petit nombre d'estrelles que hi ha (una petita constel·lació telescòpica).
- IC 342 és una de les dues galàxies més brillants del grup de galàxies IC 342/Maffei.[19]
- La galàxia irregular nana NGC 1569 és una galàxia d'esclat estel·lar de magnitud 11,9, a uns 11 milions d'anys llum de distància.[20]
- NGC 2655 és una gran galàxia lenticular amb una magnitud visual de 10,1.[21]
- UGC 3697 es coneix com la galàxia del signe integral[22] (la seva ubicació és 7:11:4 / +71°50').
- MS0735.6+7421 és un cúmul de galàxies amb un desplaçament cap al roig de 0,216, situat a 2,6 mil milions d'anys llum de la Terra. És únic pel seu mitjà intracluster, que emet raigs X a una velocitat molt elevada. Aquest cúmul de galàxies presenta dues cavitats de 600.000 anys llum de diàmetre, causades pel seu forat negre supermassiu central, que emet dolls de matèria. MS0735.6+7421 és un dels exemples més grans i llunyans d'aquest fenomen.[14]
- Tombaugh 5 és un cúmul obert força tènue a Camelopardalis. Té una magnitud total de 8,4 i es troba a 5.800 anys llum de la Terra. És un cúmul Shapley classe c i Trumpler classe III 1 r, el que significa que té una forma irregular i sembla solt. Tot i que està deslligat del camp estel·lar, no es concentra en absolut al seu centre. Té més de 100 estrelles que no varien molt en brillantor,[23] la majoria són de magnituds 15 i 16.[24]
- NGC 2146 és una galàxia d'esclat estel·lar espiral barrat d'11a magnitud[25] deformada de manera visible per la interacció amb un veí.
- MACS0647-JD, un dels possibles candidats per a les galàxies conegudes més llunyanes de l'univers (z = 10,7),[26] també es troba a Camelopardalis.

### Pluja de meteorits
La pluja de meteors anual de maig Camelopardalis del cometa 209P/LINEAR té un radiant en aquesta constel·lació.

## Història

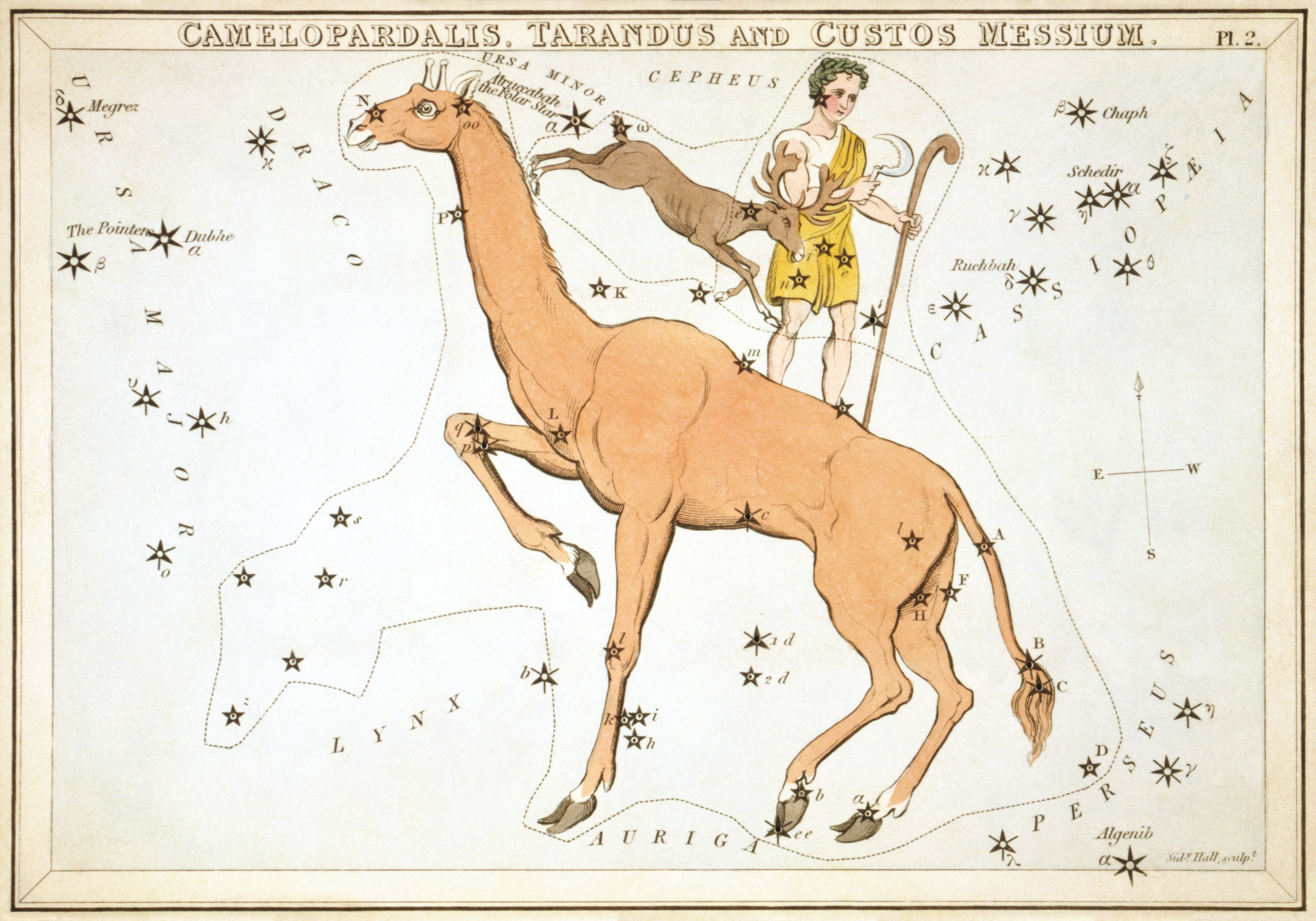
Camelopardalis tal com es mostra a l'Urania's Mirror, un conjunt de cartes de constel·lacions publicades a Londres cap al 1823. A sobre es mostren les constel·lacions ara abandonades de Tarandus i Custos Messium.

Camelopardalis no és una de les 48 constel·lacions de Ptolemeu a l'Almagest. Va ser creat per Petrus Plancius el 1613. Va aparèixer per primera vegada en un globus terraqüi dissenyat per ell i produït per Pieter van den Keere. Un any més tard, Jakob Bartsch el va incloure en el seu atles. Johannes Hevelius va representar aquesta constel·lació en les seves obres que van ser tan influents que es va referir com a Camelopardali Hevelii o abreujat com a Camelopard. Hevel.
Una part de la constel·lació es va separar per formar la constel·lació Sciurus Volans, l'esquirol volador, per William Croswell el 1810. Tanmateix, això no ho van voler assumir els cartògrafs posteriors.

## Equivalents
En l'astronomia xinesa, les estrelles de Camelopardalis es troben dins d'un grup d'estrelles circumpolars (紫微垣Zǐ Wēi Yuán ).